# Ɜ
Cette page contient des caractères spéciaux ou non latins. S’ils s’affichent mal (▯, ?, etc.), consultez la page d’aide Unicode.
Ne doit pas être avec les lettres latines epsilon culbuté ‹ ᴈ ›, ej ‹ Ʒ ʒ ›, yogh ‹ Ȝ ȝ › et et ‹ Ꝫ ꝫ ›, les lettres cyrilliques dzé abkhaze ‹ Ӡ ӡ › et zé ‹ З з ›, ou le chiffre 3.
Ɜ (minuscule : ɜ), appelé epsilon réfléchi est une lettre additionnelle de l’alphabet latin qui est utilisée dans l'alphabet phonétique international (API), ou encore possiblement en laze ou anciennement dans l’alphabet mixte de Chine utilisé pour l’écriture du yi, du lahu, lisu, du miao, et du zhuang des années 1960 aux années 1980.
Cet epsilon réfléchi n’est pas à confondre avec la lettre yogh ‹ Ȝ ȝ ›, l’epsilon culbutée ‹ ᴈ › ou la lettre abréviative et ‹ Ꝫ ꝫ ›.

## Utilisation
Dans l’alphabet phonétique international ɜ est utilisé dans l’édition des Principles of the International Phonetic Association de 1949, dans le specimen anglais sud britannique de transcription, cependant le symbole epsilon culbuté ‹ ᴈ › est mentionné comme pouvant représenter une variété de voyelle centrale (entre [ə] et [ɐ]).
Lors de la conférence de Kiel de 1989, l’epsilon réfléchi ɜ est proposé comme symbole pour représenté une voyelle mi-ouverte centrale non arrondie lorsqu’il doit être distinguer du ə. Il est adopté officiellement en 1993.
La majuscule du symbole API a été utilisé dans une édition de 2011 d’Alice au pays des merveilles publié en anglais mais transcrit en API modifié avec des majuscules.
L’epsilon réfléchi a été utilisé par Semion Novgorodov pour son alphabet iakoute, basé sur l’alphabet phonétique international, utilisé de 1917 à 1927.

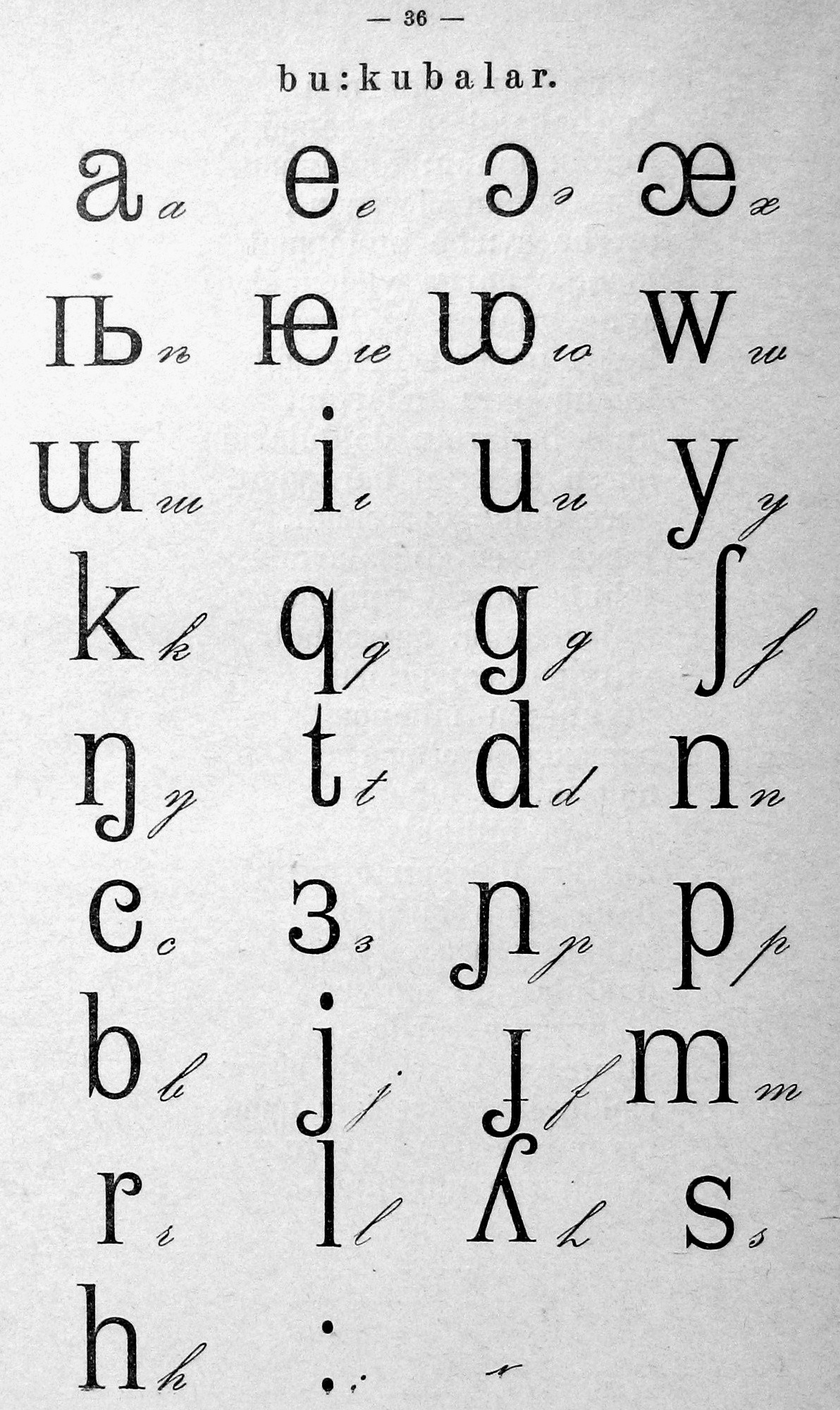
Alphabet iakoute en 1929.

En yi, du lahu, lisu, du miao, et du zhuang, l’epsilon réfléchi ou une lettre identique à la lettre cyrillique zé ‹ З з › est utilisée dans l’alphabet mixte de 1957 à 1982. Il est notamment utilisé pour indique le troisième ton dans les langues toniques, à cause de sa ressemblance avec le chiffre 3.
En laze, une lettre dérivé de la lettre cyrillique zé ‹ З з › ressemble à l’epsilon réfléchi ‹ Ɜ ɜ ›.

## Représentations informatiques
L’epsilon réfléchi peut être représenté avec les caractères Unicode (Alphabet phonétique international) suivants :
| formes    | représentations | chaînes de caractères | points de code | descriptions                                   |
| --------- | --------------- | --------------------- | -------------- | ---------------------------------------------- |
| capitale  | Ɜ               | Ɜ                     | U+A7AB         | lettre majuscule latine e ouvert réfléchi      |
| minuscule | ɜ               | ɜ                     | U+025C         | lettre minuscule latine epsilon réfléchi       |
| exposant  | ᶟ               | ᶟ                     | U+1D9F         | lettre modificative minuscule epsilon réfléchi |

Les caractères cyrilliques du zé ‹ З з › (U+0417, U+0418) sont généralement utilisés pour la lettre laze ou pour l’ancienne lettre de l’alphabet mixte de Chine.